# How Does a Moment Last Forever
"How Does a Moment Last Forever" là ca khúc do Tim Rice viết lời và Alan Menken soạn nhạc cho bộ phim live action của Disney Beauty and the Beast (2017), phiên bản làm lại của vở nhạc kịch hoạt hình cùng tên. Bản ballad này được trình diễn trong phim bởi nam diễn viên người Mỹ Kevin Kline (vai Maurice). Ca khúc mô tả mối quan hệ giữa nhân vật của anh và vợ anh, người mẹ đã qua đời của Belle. Sau đó, Belle (Emma Watson) biểu diễn ca khúc khi cô phát hiện ra sự thật về số phận của mẹ mình. "How Does a Moment Last Forever" cũng được thu âm bởi danh ca Celine Dion, bản thu âm của bà được đưa vào soundtrack của phim và phát hành ngày 10 tháng 3 năm 2017.
Khác với bộ phim hoạt hình gốc, phiên bản làm lại tập trung khám phá quá khứ của cả Belle và Quái vật (Beast). Câu chuyện của Belle đóng vai trò xây dựng nền tảng cho mối quan hệ của cô với Quái vật. Theo đạo diễn Bill Condon, việc bổ sung chi tiết về quá khứ của cả Belle và Quái vật là cần thiết để khán giả hiểu rõ hơn về các nhân vật.
Hoài niệm là chủ đề chính trong ca từ của "How Does a Moment Last Forever". Theo Menken, thông điệp ca khúc muốn gửi gắm là hãy luôn lưu giữ những khoảnh khắc quý giá.

## Quá trình sáng tạo

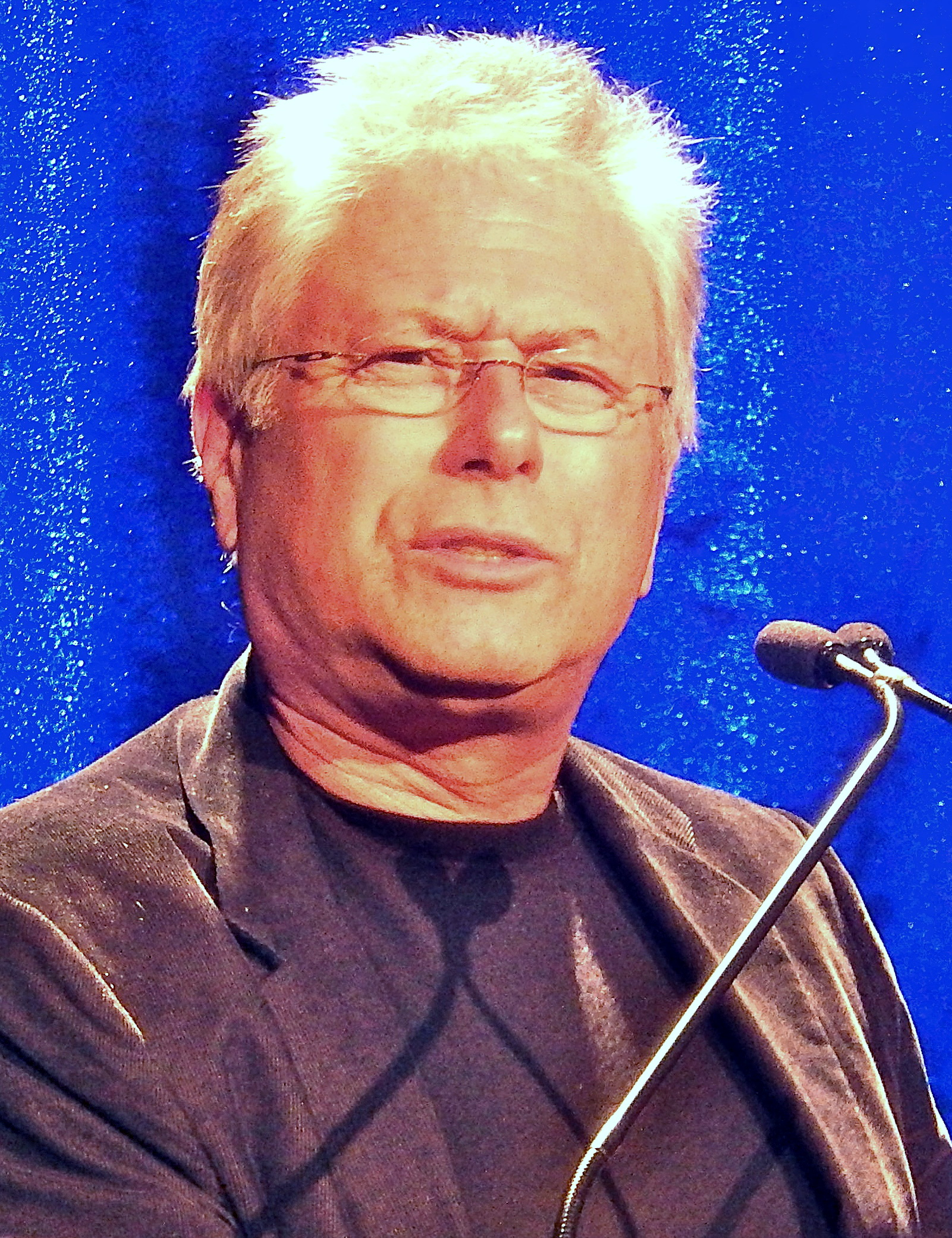
Nhà soạn nhạc Alan Menken vào năm 2013

Đạo diễn Bill Condon ban đầu dự định sử dụng các ca khúc từ vở nhạc kịch Broadway Beauty and the Beast. Tuy nhiên, Disney đã quyết định tuyển nhà soạn nhạc Alan Menken và nhà viết lời Tim Rice để viết những ca khúc hoàn toàn mới cho bộ phim.

## Bối cảnh trongBeauty and the Beast
Là một trong những thay đổi quan trọng nhất của phiên bản làm lại, "How Does a Moment Last Forever" được xây dựng nhằm mục đích giải thích câu chuyện của Belle. Hành trình đi tìm số phận của mẹ mình đóng vai trò là nền tảng cho mối quan hệ của cô với Beast, người cũng đã mất mẹ khi còn nhỏ.
Trong Beauty and the Beast, ca khúc được Maurice (Kline) thể hiện lần đầu ngay sau màn mở đầu "Belle". Belle (Watson) đến ngôi nhà của họ trong làng và nhìn trộm cha cô đang chế tạo một chiếc hộp âm nhạc. Ông hát "How Does a Moment Last Forever" và hồi tưởng về người vợ đã khuất của mình - cùng cuộc sống chung của họ ở Paris. Sau khi nhận ra con gái đang theo dõi mình, ông nhanh chóng hoàn thành chiếc hộp âm nhạc và tránh trả lời bất kỳ câu hỏi nào của Belle về mẹ cô.
Sau đó, Beast (Dan Stevens) cho phép Belle sử dụng cuốn sách bị mê hoặc của mình để họ có thể đi du lịch bất cứ nơi nào cô muốn. Cô sử dụng nó để trở về ngôi nhà Paris nơi cô từng sống khi còn nhỏ với cha mẹ. Ở đó, trong khi cô hát "How Does a Moment Last Forever", họ tìm thấy một chiếc mặt nạ Bệnh dịch và Belle biết rằng mẹ cô đã trở thành nạn nhân của bệnh dịch. Một đoạn hồi tưởng giải thích rằng mẹ của Belle đã cầu xin Maurice bỏ rơi cô để bảo vệ đứa con gái nhỏ của họ khỏi bệnh dịch. Cảnh phim tạo thêm chiều sâu cho Belle và củng cố mối quan hệ của cô với Beast.

## Đón nhận
Ca khúc nhận được đánh giá tích cực từ các nhà phê bình. Broadway World mô tả nó là "một bản ballad đầy xúc cảm - về việc nắm giữ lấy những khoảnh khắc quý giá của cuộc đời". SunStar cho rằng ca khúc nói lên tiếng lòng đầy xót xa của Maurice đối với người vợ đã khuất của mình. Tạp chí Hello nhận định ca khúc xứng đáng nhận được đề cử Giải Oscar cho ca khúc gốc trong phim xuất sắc nhất.

## Phiên bản của Celine Dion

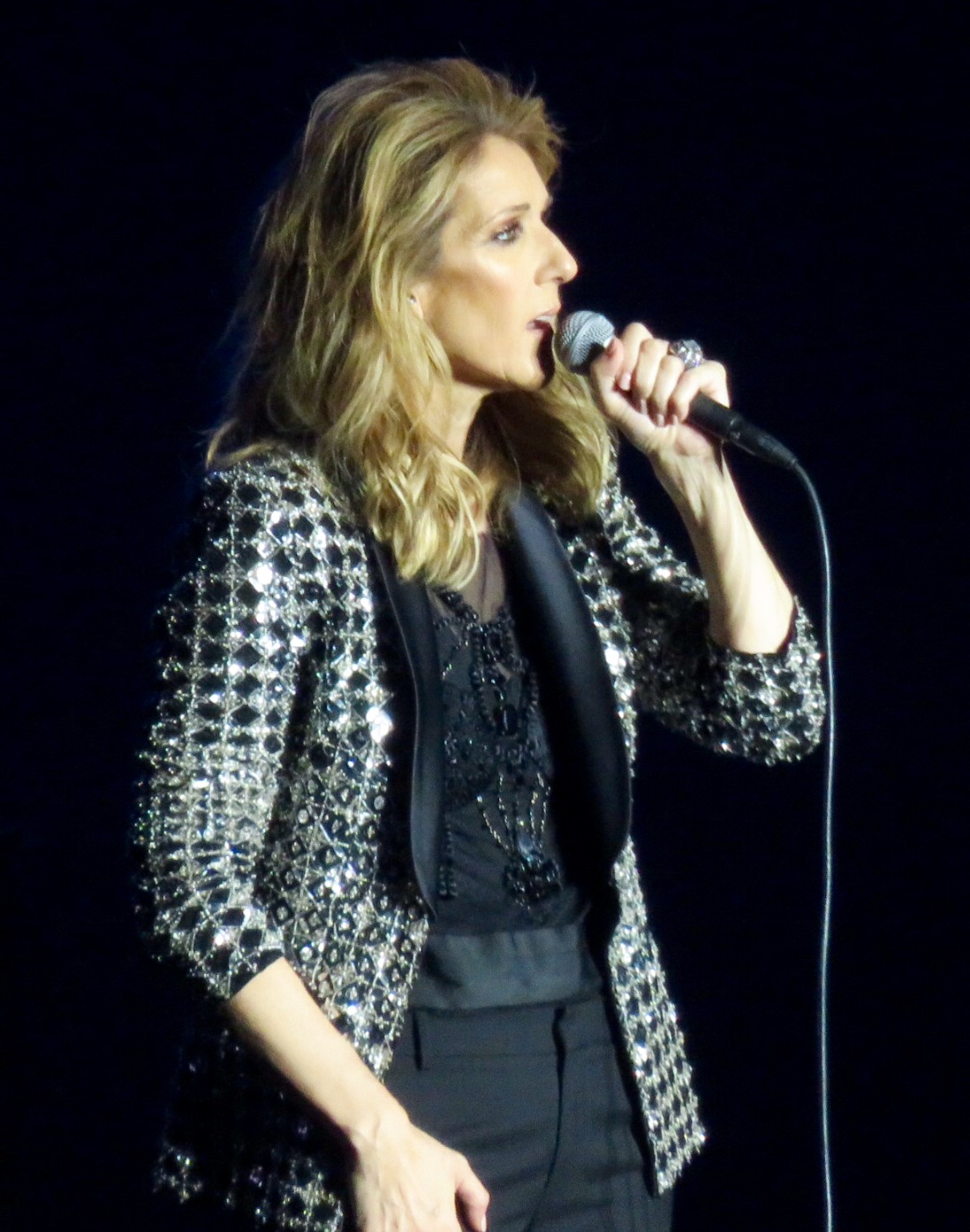
Celine Dion, 2017

Celine Dion trước đó đã thu âm phiên bản pop của "Beauty and the Beast" cùng với nghệ sĩ R&B Peabo Bryson. Menken đề nghị bà tham gia vào dự án phim bằng cách thu âm "How Does a Moment Last Forever", sẽ phát ở phần cuối credit.

### Video âm nhạc
Video âm nhạc cho phiên bản của Dion được phát hành vào ngày 24 tháng 4 năm 2017.

### Thành công
Disney phát hành phiên bản của Dion trên kênh YouTube chính thức vào ngày 8 tháng 3 năm 2017, chín ngày trước khi phát hành bộ phim. Mặc dù không được phát hành chính thức dưới dạng đĩa đơn từ nhạc phim của Beauty and the Beast, "How Does a Moment Last Forever" đã tạo được ảnh hưởng ở một số quốc gia nhất định do thành công của bộ phim tại phòng vé. Ca khúc đã đạt vị trí số một trong hai tuần tại tỉnh Quebec, quê hương của Dion, vị trí thứ chín trên bảng xếp hạng Doanh số bài hát kỹ thuật số dành cho trẻ em của Billboard Hoa Kỳ, hạng 94 trên Bảng xếp hạng lượt tải xuống đĩa đơn của Vương quốc Anh (hạng 80 ở Scotland) và đứng thứ 124 trên Bảng xếp hạng đĩa đơn kỹ thuật số của Pháp (thứ 125 trên Bảng xếp hạng doanh số tổng thể). "How Does a Moment Last Forever" cũng đạt được thành công với vị trí thứ 6 trên bảng xếp hạng ở Hàn Quốc.

### Giải thưởng
Ngày 17 tháng 11 năm 2017, "How Does a Moment Last Forever" đã giành được Giải Hollywood Music in Media.

### Bảng xếp hạng
| Bảng xếp hạng (2017)                      | Vị trí cao nhất |
| ----------------------------------------- | --------------- |
| Pháp (SNEP)                               | 125             |
| Quebec (ADISQ)                            | 1               |
| Scotland (OCC)                            | 80              |
| South Korea (Gaon International Download) | 6               |
| Anh Quốc Download (OCC)                   | 94              |
| US Kid Digital Songs (Billboard)          | 9               |